# Чонджон (3-й правитель Корьо)
Чонджон (кор. 정종, 定宗, Jeongjong, Chŏngjong); ім'я при народженні Ван Йо (кор. 왕요, 王堯, Wang Yo, Wang Yo; 923 — 13 квітня 949) — корейський правитель, третій володар Корьо.
Посмертні титули — Чідок чангьон чонсук йон'ін кангьон чанвон  Мунмьон-теван .